# Католицизм в ДР Конго

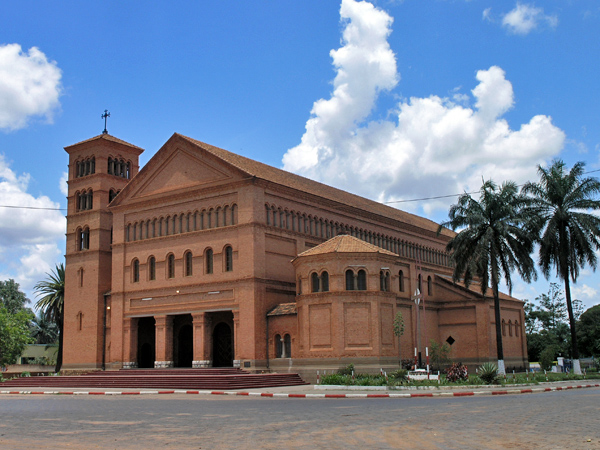
Кафедральный собор архиепархии Лубумбаши

Католицизм в Демократической Республике Конго. Католическая церковь в Демократической Республике Конго (бывшем Заире) является частью всемирной Католической церкви. Численность католиков в стране составляет около 28,4 миллиона человек (54 % от общей численности населения) по данным Католической энциклопедии; 29,5 миллионов человек по данным сайта Catholic Hierarchy. По статистике данного сайта ДРК — первая в Африке и одиннадцатая в мире страна по числу живущих в ней католиков.

## История
На территории Конго в XIV—XVIII веках существовало королевство со столицей в Мбанза-Конго. С XV века в него стали проникать португальцы, включая католических миссионеров. В начале XVI века в период правления короля Нзинга Мбемба (в крещении Альфонсу) Конго приняло христианство, как официальную религию. Сын короля Генрих выбрал церковную карьеру и стал первым епископом в Центральной Африке из числа местных уроженцев. В 1597 году главный храм Мбанза-Конго (Сан-Сальвадора) получил статус кафедрального собора. Миссионерскую деятельность в Конго вели представители большого числа католических орденов: францисканцы, доминиканцы, иезуиты и др.
К началу XIX века на территории современного Конго образовалось множество мелких княжеств, сохранявшие свою самостоятельность до последней четверти XIX века. В 1885 году большая часть современной ДРК перешла под контроль короля Бельгии Леопольда II, который основал здесь т. н. Свободное государство Конго, де-факто являвшееся бельгийской колонией. В 1908 году оно было официально преобразовано в колонию Бельгии.

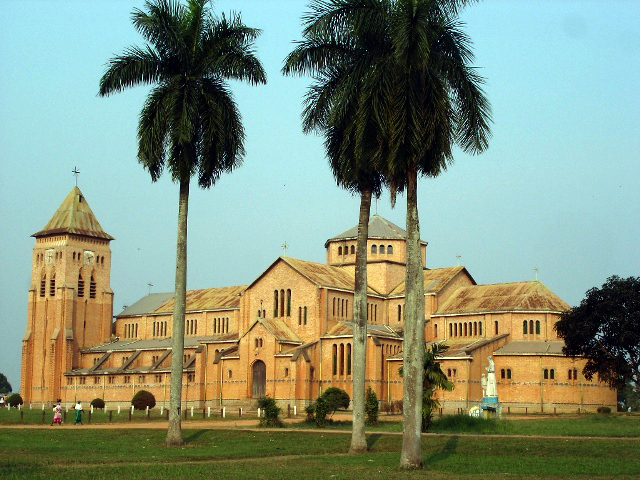
Собор епархии Кисанту

С середины XIX по середину XX века развитие Католической церкви в Конго шло по пути создания апостольских викариатов, каждый из которых поручался тому или иному монашескому ордену или конгрегации. В 1878 году в рамках миссионерской деятельности кардинала Шарля Лавижери в Конго были созданы 4 миссионерские территории под управлением конгрегации белых отцов. После перехода Конго под контроль Бельгии миссию здесь вели в основном бельгийские священники, в 1887 в Лёвене была создана специальная семинария, готовившая священников для миссионерской деятельности в Конго. Особую роль в этой деятельности сыграла миссионерская Конгрегация Непорочного Сердца Пресвятой Девы Марии, основанная в Бельгии в 1862 году — её представители основали с 1888 по 1949 пять апостольских викариатов. Два апостольских викариата были созданы бельгийскими иезуитами. В 1930 году в Киншасе открылась апостольская делегатура (апостольский делегат — специальный посланник папы римского, не имеющий дипломатического статуса). В 1954 году в Конго был открыт филиал Лувенского католического университета с первым в истории Африки католическим богословским факультетом.
В 1959 году временные миссионерские структуры в Конго были заменены на постоянные. Были учреждены 6 архиепархий-митрополий, существующих и по сей день — архиепархия Киншасы, архиепархия Букаву, архиепархия Кананги, архиепархия Лубумбаши и архиепархия Мбандака-Бикоро.
В 1960 году Конго объявило независимость. В 1963 году между Святым Престолом и Республикой Конго установлены дипломатические отношения, а делегатура преобразована в апостольскую нунциатуру. В 1965 году в результате военного переворота к власти пришёл диктатор Мобуту Сесе Секо. В 1971 году Конго было переименовано в Заир, а идеологией был провозглашён «подлинный заирский национализм». Католическая церковь не была запрещена, однако в её адрес был введён ряд ограничительных мер: был закрыт богословский факультет университета, католическое образование поставлено под жёсткий государственный контроль, а священникам под страхом тюремного заключения было запрещено крестить детей европейскими именами.
В 1980 и 1985 годах страну посещал папа римский Иоанн Павел II. В 1996 году диктатура Мобуту пала, стране было возвращено имя Конго, а давление на Католическую церковь ослабло.

## Современное состояние

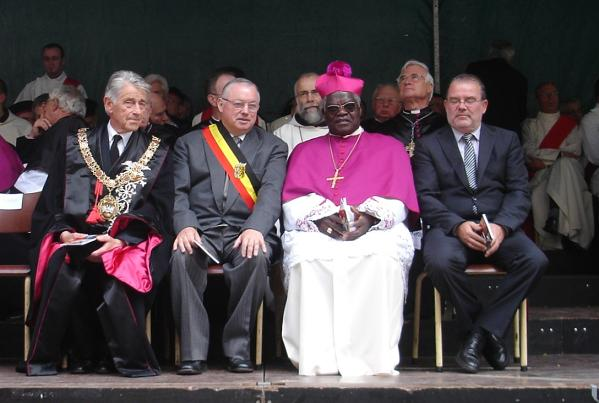
Кардинал Лоран Монсенгво Пасиня

Католики составляют чуть более половины населения страны, которое отличается религиозным разнообразием (54 % — католики, 20 % — протестанты, 11 % — последователи африканских традиционных религий, 10 % — кимбангисты, 5 % — мусульмане).
Структуры Католической церкви в стране состоят из 6 архиепархий-митрополий и подчинённых им 41 епархии. Католическая церковь располагает обширной сетью образовательных учреждений, около 2 тысяч, существует несколько семинарий. Главным католическим учебным заведением является Католический университет Киншасы.
В ДРК служат 4 306 священников в 1 258 приходах. В Католической церкви Заира — 63 епископа. Всего в истории Конго-Заира было три кардинала: первым из них стал Жозеф Малула (ум. в 1989 году), вторым — Фредерик Этсу-Нзаби-Бамунгваби (ум. в 2007 году). По данным на 2015 год единственным кардиналом ДРК является архиепископ Киншасы Лоран Монсенгво Пасиня.
Первой в истории страны католической святой стала Ануарите Клементина, канонизированная в 1985 году в ходе визита папы Иоанна Павла II.